# Eustaquio Echauri Martínez
Eustaquio Echauri Martínez (Azcona, 20 de septiembre de 1873-Madrid, 8 de enero de 1953) fue un periodista, políglota, filólogo clásico y profesor español.

## Biografía
Cursó estudios de Humanidades, Filosofía y Teología en el Seminario Conciliar de Pamplona. Desde 1902 trabajó como periodista en el Diario de Navarra, donde firmaba con el pseudónimo de Fradúe. Por críticas vertidas contra el obispo de Pamplona, fue condenado a cuatro años de destierro de la ciudad. Entre 1907 y 1915 fue corresponsal del diario en varios países extranjeros; durante su estancia en Roma mejoró sus conocimientos de lenguas clásicas. 
En 1916 volvió a España y se licenció en Letras en la Universidad Central de Madrid, donde fue alumno de Ramón Menéndez Pidal. Desde 1920 fue catedrático de Lengua y Literatura Latina en institutos de Cádiz y Barcelona.
Durante la Segunda República fue redactor del diario tradicionalista El Siglo Futuro.
Al estallar la Guerra civil española, dado que era un conservador y católico destacado, huyó de Barcelona a Sevilla, donde ejerció como profesor e inspector de enseñanza media. 
En 1940 consiguió la cátedra de Lengua y Literatura Griegas en el Instituto Cardenal Cisneros de Madrid y la de Sánscrito en la Universidad Central. En 1945 recibió la Encomienda de Alfonso X el Sabio.
Hablaba español, vasco, catalán, francés, inglés, alemán, sueco, italiano, árabe y portugués, y tenía conocimientos destacados de lenguas clásicas, eslavas y orientales. Según sus allegados, conocía en distinta medida 33 lenguas.

## Obra
Al tiempo que periodista, ejerció como traductor del alemán. Más tarde escribió numerosos libros de texto y diccionarios de lenguas clásicas. Entre estos destacan el Diccionario griego-español (Madrid, 1940), escrito en colaboración con José Manuel Pabón aunque desapareció de los créditos en ediciones posteriores del diccionario, y del Diccionario latino-español (Barcelona, Librería Bosch, 1927), luego editado con el título Diccionario esencial latino-español español-latino. Ambos han tenido numerosas reediciones y reimpresiones, en las editoriales Bosch, Spes y Vox, y han sido los diccionarios habituales de los estudiantes de enseñanza media y universitarios españoles de la segunda mitad del siglo XX.